# Slaget ved Alamo
Slaget ved Alamo var en vigtig begivenhed i Texasrevolutionen, som foregik fra 23. februar til 6. marts 1836. Efter en 13 dages belejring genvandt mexicanske tropper under præsident General Antonio López de Santa Anna Alamo Missionen nær San Antonio de Béxar (nutidens San Antonio, Texas, USA), hvor de dræbte texanerne og immigranterne, som boede der. Santa Annas uhyrligheder under kampen inspirerede mange texanere, både legale bosættere og illegale immigranter fra USA, til at slutte sig til den texanske hær. Opmuntret af ønsket om hævn slog texanerne den mexicanske hær under slaget ved San Jacinto den 21. april 1836, hvilket afsluttede oprøret.
Adskillige måneder senere havde texanerne drevet alle de mexicanske tropper ud af Mexicansk Texas. Omkring 100 texanere var udstationeret på fæstningen Alamo. De texanske tropper blev en smule flere, da der ankom forstærkninger ledet af de kommende Alamo-ledere James Bowie og William B. Travis. Den 23. februar marcherede omkring 1.500 mexicanere ind i San Antonio de Béxar som det første skridt for at generobre Texas. I de næste 10 dage havde de to hære flere væbnede træfninger, dog med et fåtal af tab. Travis skrev adskillige breve, hvor han bad om flere mænd og forsyninger fra Texas og USA, da han var opmærksom på, at hans lille garnison ikke kunne modstå et angreb fra så stor en styrke, men texanerne fik kun under 100 mand, da USA havde en fredsaftale med Mexico, og at forsyne Mexicos fjender med forsyninger og våben ville blive opfattet som en krigserklæring.
Tidligt om morgenen den 6. marts rykkede den mexicanske hær frem mod Alamo. Efter at have afværget to angreb var texanerne ude af stand til at afværge et tredje angreb. Mexicanske soldater klatrede over murene, og de fleste af de texanske kæmpende søgte tilflugt i bygningerne inden for. Personer inde i fæstningen, som ikke kom indendøre, blev slået ned af det mexicanske kavaleri, da de prøvede at flygte. Mellem fem og syv texanere har muligvis overgivet sig, og i så fald er de hurtigt blevet henrettet. De fleste øjenvidneberetninger beskriver at mellem 182 og 257 texanere døde, mens de fleste moderne historikere er enige om, at omkring 600 mexicanere blev dræbt eller såret. Adskillige civile blev sendt til Gonzales for at sprede rygtet om det texanske nederlag. Nyhederne udløste både en stor mængde der sluttede sig til den texanske hær og en panik kaldet "Runaway Scrape", hvor den texanske hær, som hovedsageligt bestod af bosættere, og den nye selvproklamerede men ikke officielt anerkendte regering for Republikken Texas, flygtede mod øst mod USA foran den mexicanske hær.
I Mexico bliver slaget ofte overskygget af begivenhederne i den mexicansk-amerikanske krig fra 1846-48. I 1800-tallets Texas blev Alamo-komplekset gradvist mere kendt som en slagmark end en tidligere mission. Texas Legislature købte jorden og bygningerne i begyndelsen af 1900-tallet, og udpegede Alamo-kapellet som et officielt Texas State Shrine.
Alamo har været omdrejningspunktet for en række faglitterære værker, hvoraf de første kom allerede i 1840'erne. De fleste amerikanere er dog mere bekendte med de myter og legender, som slaget har affødt, og som er blevet spredt yderligere af film- og tv-versioner af begivenheden, inklusive 1950'ernes Disney-miniserie Davy Crockett og John Waynes film The Alamo fra 1960.

## Danskeren i Alamo
Danskeren Charles Zanco faldt under slaget om Alamo.